# Nascar on TNT
NASCAR on TNT est une émission de télévision américaine qui couvre les courses automobiles de la NASCAR sur la chaîne TNT.